# Шевченко Володимир Олексійович
Володи́мир Олексі́йович Шевче́нко (15 жовтня 1972, м. Дніпродзержинськ, Дніпропетровська область, Українська РСР — 24 серпня 2014, с. Новодвірське, Моспинська міська рада, Донецька область, Україна) — молодший сержант Збройних сил України, головний сержант (39-й БТО «Дніпро-2»), учасник російсько-української війни.

## Життєвий шлях
Народився 1972 року в місті Кам'янське (на той час — Дніпродзержинськ).
Під час російсько-української війни, на початку бойових дій на Сході України, став на захист Батьківщини в складі охоронної роти 39-го батальйону територіальної оборони «Дніпро-2». В ході боїв за Іловайськ виконував завдання на Донеччині, на блокпосту № 4 (3904), поблизу села Новодвірське, в районі міста Моспине — смт Новий Світ.
23 серпня 2014 підрозділу стало відомо, що в їхньому напрямі з Росії рухається моторизована колона, проте бійці дістали наказ обкопатися. 24 серпня загинув у бою на блокпосту під час наступу російських збройних формувань. Тоді ж полягли Юрій Сагайдак та Володимир Яровий.
«Блокпост наш був розбитий через деякий час. Інформації нуль, зв'язок заглушений, зі штабом зв'язку немає, незрозуміло — бій іде з усіх боків — праворуч, ліворуч. Єдине, що бою не було позаду. Бо там горіло Старобешеве. Стрілянина йшла з самоходок, з чого завгодно», — згадує побратим Анатолій Скочко.
Був похований неподалік від блокпоста разом із Юрієм Сагайдаком і Володимиром Яровим. Їх тіла знайшли і переправили до Дніпропетровська українські волонтери місії «Евакуація 200» («Чорний тюльпан») 11 червня 2015 року. Разом з тим, у ЗМІ повідомлялось, що Володимир Шевченко та Володимир Яровий потрапили у полон, перший час виходили на зв'язок і розповідали про свій полон, потім зв'язок обірвався. Тіла вбитих бійців були без голів і в зимовому одязі. Ідентифікований за експертизою ДНК у серпні 2015. Остаточно особа загиблого підтверджена на початку 2018 року, — він був похований на Краснопільському цвинтарі.
23 травня 2018 перепохований на Романківському кладовищі Кам'янського.
Залишились дружина Шевченко Наталія Михайлівна та троє синів.

## Нагороди та вшанування
- Указом Президента України № 48/2017 від 27 лютого 2017 року «за особисту мужність, виявлену у захисті державного суверенітету та територіальної цілісності України, самовіддане виконання військового обов'язку» нагороджений орденом «За мужність» III ступеня (посмертно)[4].
- Розпорядженням Кам'янського міського голови від 11 жовтня 2016 року нагороджений пам'ятним знаком міського голови — нагрудним знаком «Захисник України» (посмертно).
- Його портрет розміщений на меморіалі «Стіна пам'яті полеглих за Україну» у Києві: секція 3, ряд 8, місце 8
- Вшановується 24 серпня на щоденному ранковому церемоніалі вшанування українських захисників, які загинули цього дня у різні роки внаслідок російської збройної агресії[5]